# Mar Galcerán Gadea
Mar Galcerán Gadea (València, 1977) és una activista pels drets de les persones amb discapacitat i política valenciana. És diputada a les Corts Valencianes a la XI Legislatura, convertint-se així en la primera diputada a Espanya amb síndrome de Down.

## Biografia
Va estudiar formació professional a l'escola Altaviana d'Hosteria i Turisme de València i és tècnica auxiliar de llar i tècnica auxiliar de jardí d'infància. Ha treballat de vedell des de ben jove a diverses conselleries de la Generalitat Valenciana i el 2010 aconseguí la plaça com a funcionària.
Mar Galcerán va presidir durant quatre anys Asindown Comunitat Valenciana, una organització de suport a famílies amb filles i fills amb síndrome de Down, i va ser la primera presidenta de l'organització amb síndrome de Down.
En l'àmbit polític milita en el Partit Popular (PP) des dels 18 anys i el 2023 va aconseguir accedir a les Corts Valencianes en substitució del diputat Ernesto Fernández que deixà l'escó. Segons Down Espanya, Galcerán és la primera persona Down en ocupar un escó a un parlament regional espanyol i molt possiblement a Europa.